# 1952年ヘルシンキオリンピックのフィンランド選手団
1952年ヘルシンキオリンピックのフィンランド選手団（1952ねんヘルシンキオリンピックのフィンランドせんしゅだん）は、1952年7月19日から8月3日にかけてフィンランドの首都ヘルシンキで開催された1952年ヘルシンキオリンピックのフィンランド選手団、およびその競技結果。

## 概要
今大会は金メダル6個、銀メダル3個、銅メダル13個の合計22個のメダルを獲得した。

## メダル
| メダル | 選手名                     | 競技 | 種目       |
| ------ | -------------------------- | ---- | ---------- |
| 銅     | トイヴォ・フーティアイネン | 陸上 | 男子やり投 |